# Kinematographische Rundschau
Die Kinematographische Rundschau war eine österreichische Wochenzeitung mit cinographischer Ausrichtung, die zwischen 1907 und 1921 in Wien erschien. Der Titelzusatz der Zeitung lautete und Schausteller-Zeitung „Die Schwalbe“. Organ für die gesamte Kinematographen-Industrie und deren Schaustellung. Verlag der Kinematographischen Rundschau war Hugo. H. Hitschmann's Journalverlag.